# Гаспар Ное
Гаспар Ное (шп. Gaspar Noé; Буенос Ајрес, рођен 27. децембра 1963) је аргентински редитељ са седиштем у Паризу, Француска. Као дете, избегао је у Француску из родне Аргентине, у којој се школовао и ради. У филмској индустрији радио је као сниматељ, монтажер и продуцент, а за неке филмове је писао и сценарио.
Снимио је неколико кратких филмова, а режирао седам дугометражних филмова: Сам против свих (1998), Отпозади (2002), Уђи у празнину (2009), Љубав (2015), Врхунац (2018), Lux Æterna (2019), и Вортекс (2021).
На снимању свог првог филма је упознао француску редитељку Лусил Хаџихалиловић са којом је у браку, и са којом је основао Cinémas de la Zone, продукцијску кућу. Познат је по свом специфичном начину режирања, као и разним филозофским темама укључујући смрт, живот после смрти, телу, вантелесним доживљајима... Искуства употребе психоделичних дрога, насиље и секс су такође главни мотиви у Ноеовом раду.
За свој рад је освојио две Златне палме на Канском филмском фестивалу.

## Биографија
Син утицајног аргентинског сликара и писца Луиса Фелипеа Ноеа, Гаспар Ное, рођен је у Буенос Ајресу 1963. Када је имао само неколико месеци, његови родитељи су се преселили у Њујорк, где ће провести неколико наредних година, како је његов отац добио Гугенхајм стипендију. Вратио се у Аргентину, и као мало дете тамо живео све док их, у раним тинејџерским годинама, левичарска политика његове породице није приморала да избегну државни удар 1976. Са дванаест година одлетео је са родитељима у Француску и живео у Паризу. Са око 16 година, отац му је вратио из Бразила камеру Супер 8 купљену на аеродрому. Он је користи да сними свог пријатеља Хуана Соланаса како скаче са Понт Неуфа док опонаша самоубиство. За тај кратки снимак говори да је то његова прва „психолошка драма“.
У Паризу, Ное је био срећан дечак који је ишао у биоскоп и читао стрипове, али његова домовина је опстала као важан део њега, чак иако је како су године пролазиле вероватноћа да ће се он трајно преселити у Јужну Америку је опадала. Рекао је:
За мене је Аргентина моје детињство. Волим да причам шпански. Волим да једем месо. Буенос Ајрес је мој други дом. Кад год тамо приказујем филм, мој отац је ту са свим својим пријатељима и рођацима.— Гаспар Ное у интервју за магазин Ремезкла,
Cтудирао је филозофију и филм са седамнаест година на Националном колеџу Луј-Лимијер, на ком је дипломирао две године касније. На трећој години је остао и снимио свој први кратки филма Tintarella di Luna (1984). Његов отац Луис Фелипе и он играју улогу на суду, а филм посвећује својој мајци. Лусил Хаџихалиловић, коју је управо упознао и која ће постати његова монтажерка, посећује га на снимању филма.
Током 1985. асистирао је Фернанду Соланасу у постављању Tangos, L’Exil de Gardel, у којем је играо малу улогу. У Толбијаку, његово интересовање за курсеве о Платону навело га је на размишљање да направи филм Пећина, која на крају никада није угледала светлост дана. Године 1986. фотографисао је La Première Mort de Nonо Лусил Хаџихалиловић, са којом је исте године основао Cinémas de la Zone, на подстицај Лика Мулета.
Гостујући је професор филма на Европској дипломској школи у Залфелду, Швајцарска.

## Каријера
Ное је снимио два црно-бела кратка филма по завршетку студија, Tintarella di luna 1985. и Pulpe amère 1987. Tintarella di luna прича једноставну причу о жени која оставља мужа због свог љубавника. Pulpe amère приказује човека који покушава да силује своју жену док слушају радио програм о човеку који изражава своје мисли о дубокој љубави.

### Месо(1991)
Његов први дужи филм био је 40-минутни Carne (1991), произведен у сарадњи са редитељком Лусил Хаџихалиловић (La Bouche de Jean-Pierre [1995], L’Ecole [2003]), Les Cinémas de la zone, in 1991). Филм, прича о кољачу који се свети човеку за кога погрешно верује да је силовао његову аутистичну ћерку, означава не само да је Ное први пут укључио текстуална упозорења, епиграме и белешке на екрану у филмски наратив, већ је и прва сарадња са глумцем Филипом Нахоном који се појавио у свим Ноеовим наредним филмовима. Такође укључује низ „шок“ елемената као што су звучни ефекти пуцњаве, гласни борилачки акорди на звучној подлози и брза монтажа која ће постати главне карактеристике његовог стила у каснијем Seul contre tous (1998).
Упркос успеху – филм је освојио награду за најбољи кратки филм на Канском фестивалу 1991. – Ное није успео да добије средства за свој први играни филм. Ное се присећа одговора:
Сви су рекли, не, сними нормалан филм. Carne је био превише насилан, сад мораш да се смириш, мораш да одрастеш. Зашто не снимиш жанровски филм?
Године 1994, још увек не могавши да пронађе средства, Ное је направио полусатни експеримент масовне хипнозе за телевизију Canal+ (Une experience d’hypnose télévisuelle, 1995). Каснији радови за телевизију укључују најаву јавног сервиса против лова (са гласом Алена Делона) под називом Le Lâcheur d’animaux d’élevage, 1995), и сексуално експлицитни кратки филм под називом Sodomites (1998) за серију која промовише кондоме под називом A coups sûrs који су укључивали и кратке филмове Жака Одијара, Марка Кароа, Лусил Хаџихалиловић и Седрика Клапича.
Одлучан да сними дугометражни филм и да то учини својим путем, Ное је на крају набавио новац за продукцију од Ањес Б. и од телевизије Canal+, који су мислили да финансирају кратки филм. Током четири године, Ное је завршио свој филм, Seul contre tous, у којем је покушао да прикаже Француску онакву какву је он видео. Француску сличнију Француској Виктора Игоа, Емила Золе и Анрија Шаријера него буржоаској, урбаној Француској, филмова „цивилизованијих филмских стваралаца“.

### Сам против свих(1998)
Ное је описао овај филм као „трагедију месара без посла (Филип Наон) који се бори да преживи у унутрашњости земље". Ноеов циљ у снимању филма био је да створи филм који је толико конфронтиран и толико у супротности са савременом француском кинематографијом да би био универзално презрен – филм који би „обечастио Француску”. Ноеа су питали да ли је његов филм, у којем месар једнако отровно објашњава какво су зло жене, хомосексуалаци, црнци, Арапи и Французи, расистички. Његов одговор је био потврдан: „Да, то је антифранцуски филм“. Ноеов филм није само у супротности са мејнстрим француском кинематографијом, већ и са читавом француском кинематографијом, чак и са биоскопом који је оријентисан на фестивале, чији је он део. Ное сматра да је „француска филмска индустрија веома конзервативна, попут салона из 19. века, приватног клуба у коме шест људи одлучује који филмови треба, а које не треба да се снимају“.
Иако је Ноеов циљ можда био да сними универзално презрен филм, он није био успешан. Међутим, оно што је резултирало је скоро потпуна поларизација публике. Неколико критичара је одговорило са збуњеношћу, али већина га је или волела или мрзела. На Филмском фестивалу у Кану 1998. највећи шок у вези са филмом није произашао из самог филма, већ због чињенице да је освојио награду критичара иако је на фестивалу прошао релативно незапажено. Филм је такође добио награду од стране младе публике, али му је одузета та част због вероватноће да ће филм бити оцењен са Х у Француској.

### Отпозади(2002)
Отпозади је снимљен лаком камером широког екрана Минима Супер16 мм. Филм се састоји од десетак наизглед непрекинутих снимака спојених из стотина снимака. Ово је укључивало 9-минутно силовање и сцену, приказану у једном, непрекинутом кадру. Гаспар Ное је рекао да није имао појма колико ће сцена силовања трајати, јер је то било одређено од Монике Белучи, која је у суштини режирала сцену, и Џо Престијеа, који је играо њеног нападача.
Ное је у интервјуима изјавио да је током продукције филма користио кокаин како би му помогао да носи велике камере потребне за снимање ротирајућих снимака у филму. Компјутерски генерисане слике су коришћене у постпродукцији за пенис у сцени силовања. Други пример је сцена у којој Пјер туче човека по лицу и ломи му лобању апаратом за гашење пожара. ЦГИ је коришћен да се повећају резултати, пошто се почетни снимак који је користио конвенционалну лутку од латекса показао неубедљивим.
Критички пријем филма био је поларизован, уз похвале према Ноеовој режији, али његова премиса и садржај изазивају подељенији одговор. Филм је такође добио контроверзу по објављивању због свог графичког приказа насиља и силовања, као и оптужби за хомофобију. Амерички филмски критичар Роџер Иберт назвао је Отпозади „филмом који је толико насилан и окрутан да ће већина људи сматрати да га није могуће гледати“.
Филмски критичар Дејвид Еделштајн тврди да би „Отпозади могао бити најхомофобичнији филм икада снимљен“. Ноеов приказ наводно геј криминалца Ле Теније који необјашњиво силује Алекс, главног женског лика, остаје најконтроверзнија слика у филму. У своју одбрану, Ное је изјавио:
Нисам хомофобичан. Такође се појављујем у Отпозади, мастурбирајући у геј клубу. Не осећам се супериорније од геј људи.
Отпозади наставља Ноеову употребу атракција како би подвукао поруку филма док стоји одвојен од наратива и чак ради против њега. Филм садржи бројне сцене које користе звучна или визуелна појачања или модификације да би изазвале ефекат. Можда најозлоглашенија од њих је сцена у којој се човеку главу разбија апаратом за гашење пожара, чији је звук изузетно појачан и поглед који непоколебљива, али дивље ротирајућа камера чини још мучнијом. Пулсирајућа партитура која прати филм садржи, током првих шездесет минута филма, константан тон од 27 херца који је Ное посебно осмислио да изазове мучнину код публике. Коначно, филм се завршава серијом стробирања наизменично црно-белих кадрова који имају хипнотички, али у великој мери дезоријентишући и вртоглави ефекат. Биоскоп атракција које је Ное користио у свом најновијем филму иде толико даље од онога што је користио у свом дебитантском филму да су се гледаоци онесвестили на почетку филма на канској премијери, можда од вртоглаво нагињућих почетних наслова који иду уназад и брушења валовитих бас тонова који их прате.
Циљ атракција, као што је рекао Ајзенштајн и како их користи Ное, није само да шокирају. Сам Ное је изјавио да је шокирати публику сувише лако и да је заинтересован да изазове неку врсту стања транса код публике како би могли јасније примити идеје филма, делујући као катализатор за ослобађање добрих или лоших реакција.
Ное је први пронашао финансирање за филм након што је представио причу која ће се испричати обрнуто, како би искористио популарност филма Мементо Кристофера Нолана (2000).

### Уђи у празнину(2009)
Идеја за филм је расла од Ноеове адолесценције, када се први пут заинтересовао за питања смрти и постојања. У својим раним двадесетим — док је био под утицајем псилоцибинских печурака — видео је Даму на језеру Роберта Монтгомерија, филм из 1947. снимљен у потпуности у перспективи из првог лица. Тада је одлучио да, ако икада сними филм о загробном животу, то је начин на који ће он бити снимљен. Ное је радио на различитим верзијама сценарија петнаест година пре него што је филм кренуо у продукцију. Прича је у почетку била више линеарна, а нацрти су били смештени на различитим локацијама, укључујући Анде, Француску и Њујорк. Токио је изабран зато што је могао да обезбеди живописно окружење потребно за халуциногене аспекте филма и зато што јапански закони о дрогама доприносе драми, објашњавајући интензитет страха главног лика од полиције.

Нема ништа радикално ново,
 узео сам неке технике или наративне модове
 који су већ били на месту
 с десна на лево у филмовима,

али сам их користио на опсесиван начин.

Гаспар Ное у интервју за Libération
Ное је у младости пробао разне халуциногене и користио та искуства као инспирацију за визуелни стил. Касније, када је редитељ већ планирао филм, пробао је психоактивни напитак ајахуаске, у коме је активна супстанца ДМТ. Ово је урађено у перуанској џунгли, где је пиво легално због његове традиционалне употребе као ентеогена. Ное је то искуство описао као веома интензивно и рекао да га сматра „скоро као професионално истраживање“. Пошто је неколицина у дизајнерском тиму икада узела халуциноген, било је неопходно да Ное прикупи и пружи визуелне референце у облику слика, фотографија, музичких спотова и одломака из филмова. Једна коришћена референца била су дела биолога Ернста Хекела, чији су цртежи утицали на органске обрасце виђене током Оскарових визија.

### Љубав(2015)
Љубав је деби за  две главне глумице филма, Мујок и Кристин. Ное их је упознао у клубу, а Карла Глусмана преко заједничког пријатеља. У интервјуу пре објављивања филма, Ное је наговестио да ће филм имати експлицитно сексуални осећај. Тврдио је да би то „напалило момке и расплакало девојке“. Филм је познат по својим несимулираним сценама секса.
Ноеов циљ, каже, није да шокира, већ да нормализује. „Када сте лудо заљубљени у некога, размишљате само о сексу, љубљењу, грљењу и туширању са особом“, каже он. Људи се често осећају као да су њихове сексуалне жеље перверзне. „Желео сам да будем што ближе ономе што су љубавне зависности.
Сцене секса у филму су на сличан начин, жалосне и ометајући сликовите. Али то нису само тестови издржљивости, нити фрустрирајуће пароле. Ное жели да видите секс као чауру, па се искрено труди да вам покаже шта његове младе ликове привлачи једно код другог. Његово искрено објективирање тела глумаца је, у том смислу, често убедљиво. Гледамо тела у покрету и видимо их прво као делове тела, а затим људе који покушавају да се изгубе једно у другом, да једни другима пруже задовољство и да остану изгубљени у сензацијама које ће увек остати мистериозне за свакога ко их не доживљава из прве руке. "Љубав" можда није увек пријатна, али оставља трајни траг.— Роџер Иберт

### Врхунац(2018)
Филм је лабаво заснован на истинитој причи о француској плесној трупи из 1990-их којој су алкохолно пиће додали ЛСД на после журке; током стварног догађаја није се догодило више инцидената, за разлику од филма. Идеја о снимању филма заснованог на плесу Ноеу је дошла крајем новембра/децембра 2017, када га је Леа Вламос (која ће на крају бити део глумачке екипе филма) позвала у модну плесну дворану: „Нисам могао да верујем енергији и публици – а онда сам помислио, волео бих да снимим овакве људе. Гледао сам и онај филм Дејвида ЛаШапела који се зове Ризе, о крмпингу. Био сам задивљен овим младим клинцима који плешу као да су опседнути злим силама". Иако је првобитно био инспирисан да сними документарни филм о плесу, на идеју о Врхунцу дошао је почетком јануара 2018. године. Користио је филмове из 1970-их за додатну инспирацију, укључујући The Towering Inferno, The Poseidon Adventure и Shivers.
Он је коментарисао да је филм:
Филм је о томе да људи стварају нешто заједно, али да не успевају у другом полувремену. То је као [библијска] прича о Вавилонској кули. Човечанство може да створи велике ствари. А онда под утицајем алкохола, или нечег другог, све пропадне. [...] Сећам се да сам као тинејџер са 14 година приређивао журке код куће. И волео сам сангрију, то је био први алкохол који сам попио. Али теби озбиљно не требају дроге да изгубиш контролу, алкохол је више него довољан. Видео сам још толико свађа повезаних са алкохолом – може да вас излуди.— Гаспар Ное
У другом интервјуу, он је тврдио да је тема филма била „група [људи] која ствара нешто заједно, а затим се урушава“. Ное, који је имао искуства са ЛСД-ом, тврдио је да је филм више о утицају који страх може имати на људе него о злоупотреби дрога. Он је такође негирао да је филм имао било какву моралну агенду, истичући да "не морају бити кажњени најагресивнији. Углавном се ради о колективном зезну".
Почетком јануара 2018. Ное је имао идеју да одмах започне производњу Врхунца и да филм направи много брже него у типичним продукцијама. Продуценти Винсент Маравал (који је радио и на Ноеова претходна два филма Уђи у празнину и Љубав) и Едуард Вејл су се сложили, под условом да буде врло кратка и јефтина. Ное је изјавио: „Цео пројекат се десио веома брзо. Почели смо са кастингом и припремама за филм почетком јануара [2018], а снимали смо месец дана касније у напуштеној школи у предграђу Париза. Било је најрадосније и брзо снимање које сам икада радио." Успео је брзо да пронађе екипу, састављену од људи са којима је раније радио или је желео да ради дуже време. У екипи су били сниматељ Беноа Деби, помоћница режисера Клер Кобета и декоратер Жан Рабас.
Што се тиче укупног позитивног одговора на Врхунац, за разлику од већине његових филмова који су били више поларизовани или контроверзни, Ное је у шали изјавио: "Мора да радим нешто погрешно. Морам да узмем дуг одмор и поново размислим о својој каријери." У другом је тврдио: „Чак ми и мој отац каже да је то његов омиљени филм, а има много редитеља који су ми рекли да је то мој најбољи филм. Никада нисам радио тако мало на нечему и никада ми нису толико честитали.“

### Lux Æterna(2019)
Lux Æterna је експериментални уметнички филм, приказан ван конкуренције на Филмском фестивалу у Кану 2019. Филм у великој мери користи епилептичне слике, подељени екран и филм у стилу 1920-их који укључује вештичарење.
Прошлог фебруара Ентони је рекао да ће да ме подржи ако имам идеју за кратки филм. Две недеље касније, за пет дана, са Беатрис и Шарлот импровизовали смо овај скромни есеј о веровањима и уметности снимања филмова. Сада је 51-минутна беба спремна да вришти... Хвала Богу, биоскоп светли 24 кадра у секунди.— Гаспар Ное

### Вортекс(2021)
На филмском фесту 2022. приказан је филм Вортекс у ком Гаспар Ное прави велики заокрет у погледу стила и одабира теме. Тело је и даље у центру пажње али овај филм се бави паром стараца које почиње да раздваја деменција док им тела ипак колико-толико фунцкионишу. У одређеном смислу, Ное овде нуди своје виђење умирања у стању биолошке дотрајалости којим се бавио у Ханеке у филму Љубав. Ное се користи разним визуелним техникама, превасходно „сплит-скрином“ да би показао раздвојеност, различите светове у којима се налазе две особе које живе заједно. Овај поступак је после дуже времена у његовом опусу знаковит и није искључиво акробатски задатак за редовног сниматеља Беноа Дебијеа.
Када је Ное изашао из болнице, након што је доживео скоро фатално крварење мозга, осећао се као да му је дата друга шанса за живот. Написао је сценарио за Вортекс, од 10 страница. Ово је појачано не само Ноеовим недавним плесом са смрћу, већ и његовим породичним везама за губљење разума због старости. На пригушенији, тмурни тон, утицала је смрт неколико Ноеових блиских пријатеља и породице и чињеница да су и његова мајка и бака патиле од когнитивног пропадања. Насловна картица на почетку Вортекса гласи „Свима онима чији ће се мозак распасти пре њихових срца.

## Уметност и утицаји
Његов рад је био снажно повезан са серијом филмова дефинисаних као cinéma du corps/биоскоп тела, који, према Тиму Палмеру, деле ослабљену употребу нарације, генерално нападну и често нечитљиву кинематографију, материјал за конфронтацију, третман сексуалног односа, насилно понашање, а не узајамно и интимно, и свеприсутан осећај друштвеног нихилизма или очаја. Ное често разбија четврти зид директним обраћањем публици употребом супротстављене, а понекад и стробинг типографије која има за циљ да „омета и узнемирава“ гледаоца, слично типографским методама које практикује Жан-Лик Годар.
Ное припада и покрету "нови француски екстремизам". Термин који је сковао критичар Артфорума Џејмс Квант за колекцију трансгресивних филмова француских редитеља на прелазу у 21. век. О поменутим филмским ствараоцима је такође говорио Џонатан Ромни. Док се нови француски екстремизам односи на стилски разнолику групу филмова и филмских стваралаца, описан је као „[] прелаз између сексуалне декаденције, зверског насиља и забрињавајуће психозе“. Покрет има корене у артхаусу и хорор биоскопу.
Три његова филма приказују лик безименог месара којег игра Филип Наон: Месо, Сам против свих и Отпозади. Магазин Variety га назива "скандалозним уметником", а такође је често окарактерисан као провокатор.

### Утицаји
Филмови Стенлија Кјубрика један су извор инспирације за Ноеа, а он их повремено спомиње у својим делима. Ное је изјавио у септембарском издању часописа Sight & Sound 2012. да му је гледање филма 2001: Одисеја у свемиру са седам година променило живот, искуство без ког никада не би постао режисер.
Када сам открио овај филм, са 6 [...] година, доживео сам екстазу. Праву. Мислио сам да сам видео прошлост. Мислио сам да видим будућност. Мислио сам да летим у свемир. Мислио сам да видим смрт и да се поново рађам. Тада ми је речено да је све напола погрешно. Да је редитељ све сам направио, причу, мајмуне, планете и бродове. Све. Рекао сам себи: момак који је снимио овај филм, он је то желео, и могао је. Желим да будем као он. Желим да разумем овај филм. Желим да будем Бог. „Када хоћемо можемо“. рече мој отац. Кјубрик ми је то доказао. И био сам жигосан врућим гвожђем.— Гаспар Ное
Поред Кјубрика, од режисера су му омиљени Кођи Вакаматсу и Луис Буњуел.
Ное наводи аустријски филм о серијском убици из 1983. године Angst, Гералда Каргла као велики утицај. Пјер Молиније, француски сликар и фотограф је инспирација за Ноеов рад, а он га назива и:"луди, луди, луди фотограф који је желео да буде део француског надреалистичког покрета, али који их је увек све плашио. Радио је све врсте фотомонтажа себе обученог у жену, а његов живот је био чудан као и његов рад. Чак је много година унапред одлучио који ће тачно дан извршити самоубиство. И оног дана када је најавио, веран својој речи, он је то учинио, оставивши поруку у којој је писало: „Надам се да је соба чиста када ме нађете.“ Чудно потцењен у САД, Јапанци га воле." Поред Молинијеа, известан утицај на Гаспара је имао и аргентински уметник Хорхе де ла Вега, породични пријатељ.

## Лични живот
Ожењен је француском филмском редитељком босанског порекла, Лусил Хаџихалиловић. Иако је његова професионална каријера створена у Француској, где живи, он нема француско држављанство, већ аргентинско и италијанско, преко својих родитеља.
Ное је доживео скоро фатално крварење мозга почетком 2020, што је делимично инспирисало радњу његовог филма Вортекс. Он је такође гласан по питању абортуса, сматрајући да женама треба дати избор. Изјашњава се као атеиста.

## Филмографија

### Дугометражни филмови
| Година | Наслов          | Режисер | Сценариста | Продуцент | Уредник |
| ------ | --------------- | ------- | ---------- | --------- | ------- |
| 1998   | Сам против свих | Да      | Да         | Да        | Да      |
| 2002   | Отпозади        | Да      | Да         | Не        | Да      |
| 2009   | Уђи у празнину  | Да      | Да         | Не        | Да      |
| 2015   | Љубав           | Да      | Да         | Да        | Да      |
| 2018   | Врхунац         | Да      | Да         | Не        | Да      |
| 2019   | Lux Æterna      | Да      | Да         | Да        | Не      |
| TBA    | Вортекс         | Да      | Да         | Не        | Не      |

### Кратки филмови
- Tintarella di luna (1985)
- Pulpe amère (1987)
- Carne (1991)
- Une expérience d'hypnose télévisuelle (1995)
- Sodomites (1998)
- We Fuck Alone (1998) сегмент у Destricted
- Intoxication  (2002)
- Eva (2005)
- SIDA (2008) сегмент у 8
- Ritual (2012) сегмент у 7 Days in Havana
- Shoot (2014) сегмент у Short Plays

### Музички спотови
- Animal Collective - "Applesauce"
- Arielle – "Je Suis si Mince"
- Bone Fiction – "Insanely Cheerful"
- Nick Cave and the Bad Seeds – "We No Who U R"
- Placebo – "Protège-Moi"
- SebastiAn – "Love in Motion"
- Thomas Bangalter – "Outrage" and "Stress" (музика за филм Irréversible)
- SebastiAn – "Thirst"

### Остало
| Година | Наслов                       | Улога           |
| ------ | ---------------------------- | --------------- |
| 1985   | El exilio de Gardel (Tangos) | Помоћни режисер |
| 1988   | Sur                          | Помоћни режисер |
| 1996   | La Bouche de Jean-Pierre     | Кинематограф    |
| 1998   | Good Boys Use Condoms        | Оператор камере |

Ное је 2013. снимио омот за деби албум америчког кантаутора Скај Фереире Night Time, My Time.

## Награде
| Година | Филмски фестивал                                   | Име награде                         | Филм                   | Резултат   |
| ------ | -------------------------------------------------- | ----------------------------------- | ---------------------- | ---------- |
| 1991   | Филмски фестивал у Авињону                         | Prix Tournage                       | Месо (1991)            | Победа     |
| 1991   | Филмски фестивал у Кану                            | SACD награда                        | Месо (1991)            | Победа     |
| 1992   | Фантаспорто                                        | Најбољи филм                        | Месо (1991)            | Номинација |
| 1994   | Филмски фестивал Јубари                            | Награда Минами Тошико               | Месо (1991)            | Победа     |
| 1998   | Филмски фестивал у Кану                            | Нагрда Мерцедес Бенц                | Сам против свих (1998) | Победа     |
| 1998   | Интернационални фестивал Намур                     | Златни Бајард                       | Сам против свих (1998) | Номинација |
| 1998   | Интернационални филмски фестивал Мелодист          | Најбољи дугометражни фикцијски филм | Сам против свих (1998) | Номинација |
| 1998   | Филмски фестивал Ситже                             | Најбољи филм                        | Сам против свих (1998) | Номинација |
| 1998   | Сарајевски филмски фестивал                        | FIPRESCI награда                    | Сам против свих (1998) | Победа     |
| 1998   | Филмски фестивал Ситже                             | Најбољи сценарио                    | Сам против свих (1998) | Победа     |
| 1998   | Стокхолмски филмски фестивал                       | Бронзани коњ                        | Сам против свих (1998) | Номинација |
| 1999   | Интернационални филмски фестивал у Буенос Ајресу   | Најбољи филм                        | Сам против свих (1998) | Номинација |
| 2001   | Бостонски андерграунд филмски фестивал             | Најбоље од фестивала                | Сам против свих (1998) | Победа     |
| 2002   | Филмски фестивал у Кану                            | Златна Палма                        | Отпозади               | Номинација |
| 2002   | Стокхолмски филмски фестивал                       | Бронзани коњ                        | Отпозади               | Победа     |
| 2004   | Награде Бодил                                      | Најбољи не-амерички филм            | Отпозади               | Номинација |
| 2009   | Филмски фестивал у Кану                            | Златна Палма                        | Уђи у празнину         | Номинација |
| 2009   | Филмски фестивал Ситже                             | Специјална награда жирија           | Уђи у празнину         | Победа     |
| 2009   | Филмски фестивал Ситже                             | Најбољи филм                        | Уђи у празнину         | Номинација |
| 2018   | Филмски фестивал у Кану                            | Art Cinema награда                  | Врхунац                | Победа     |
| 2018   | Филмски фестивал Ситже                             | Најбољи филм                        | Врхунац                | Победа     |
| 2022   | Даблински филмски фестивал                         | Најбољи филм                        | Вортекс                | Победа     |
| 2022   | Интернационални филмски фестивал у Сан Себастијану | Забалтеги-Табакера награда          | Вортекс                | Победа     |
| 2022   | Интернационални филмски фестивал у Генту           | Гран при за најбољи филм            | Вортекс                | Победа     |